# Dariusz Gilman
Dariusz Gilman (ur. 14 marca 1973) – polski szablista, brązowy medalista mistrzostw świata, wielokrotny medalista mistrzostw Polski.

## Kariera sportowa
Był zawodnikiem Zrywu Opole (1983-1994), TSSZ Opole (1995-1996) i AZS-AWF Katowice (1997-2000). 
W 1990 został mistrzem świata i mistrzem Europy kadetów w turnieju indywidualnym, a w 1992 mistrzem Europy juniorów (do lat 20) w turnieju indywidualnym. 
Podczas mistrzostw świata w La Chaux-de-Fonds w 1998 roku Polacy w składzie: Norbert Jaskot, Marcin Sobala, Rafał Sznajder i Dariusz Gilman zdobyli brązowy medal w turnieju drużynowym. W pozostałych startach na mistrzostwach świata seniorów zajmował indywidualnie miejsca: 57. (1994), 31. (1995) i 41. (1998). W barwach TSSZ zdobył brązowy medal mistrzostw Polski indywidualnie w 1995. Jako zawodnik AZS AWF Katowice sięgnął po mistrzostwo Polski w turnieju drużynowym w 1998, wicemistrzostwo Polski w turnieju drużynowym w 1999 i wicemistrzostwo Polski w turnieju indywidualnym w 2000.
Nigdy nie wziął udziału w igrzyskach olimpijskich.
W 1999 ukończył studia na Akademii Wychowania Fizycznego w Katowicach, następnie zamieszkał w USA, gdzie pracuje jako trener, kolejno w Penn State University (1999-2000), DC Fencers Club w Silver Spring (Maryland) (2000-2013).